# Giải Tinh thần độc lập cho phim đầu tay hay nhất
Giải Tinh thần độc lập cho phim đầu tay hay nhất là một trong các giải Tinh thần độc lập dành cho phim đầu tay ngoài Hollywood, được bầu chọn là hay nhất. Giải này được lập từ năm 1987.

## Các phim đoạt giải & được đề cử

### Thập niên 1980
- 1987: She's Gotta Have It
  - A Great Wall
  - Belizaire the Cajun
  - Hoosiers
  - True Stories
- 1988: Dirty Dancing
  - Anna
  - Hollywood Shuffle
  - Siesta
  - Waiting for the Moon
- 1989: Mystic Pizza
  - Border Radio
  - The Prince of Pennsylvania
  - The Chocolate War
  - The Wash

### Thập niên 1990
- 1990: Heathers
  - 84 Charlie Mopic
  - Powwow Highway
  - Sidewalk Stories
  - Talking To Strangers
- 1991: Metropolitan
  - House Party
  - Lightning Over Braddock
  - The Natural History of Parking Lots
  - Twister
- 1992: Straight Out of Brooklyn
  - Chameleon Street
  - Poison
  - Slacker
  - The Rapture
- 1993: The Waterdance
  - Laws of Gravity
  - My New Gun
  - Reservoir Dogs
  - Swoon
- 1994: El Mariachi
  - American Heart
  - Combination Platter
  - Mac
  - Menace II Society
- 1995: Spanking the Monkey
  - Clean, Shaven
  - Clerks
  - I Like It Like That
  - Suture
- 1996: The Brothers McMullen
  - Kids
  - Little Odessa
  - Picture Bride
  - River of Grass
- 1997: Sling Blade
  - Big Night
  - I Shot Andy Warhol
  - Manny & Lo
  - Trees Lounge
- 1998: Eve's Bayou
  - Hard Eight
  - In the Company of Men
  - Star Maps
  - The Bible And Gun Club
- 1999: The Opposite of Sex
  - Buffalo '66
  - High Art
  - π
  - Slums of Beverly Hills

### Thập niên 2000
- 2000: Being John Malkovich
  - Boys Don't Cry
  - Three Seasons
  - Twin Falls Idaho
  - Xiu Xiu: The Sent Down Girl
- 2001: You Can Count on Me
  - Boiler Room
  - Girlfight
  - Love & Basketball
  - The Visit
- 2002: In the Bedroom
  - Donnie Darko
  - Ghost World
  - The Anniversary Party
  - The Believer
- 2003: The Dangerous Lives of Altar Boys
  - Interview with the Assassin
  - Manito
  - Paid in Full
  - Roger Dodger
- 2004: Monster
  - Bomb the System
  - House of Sand and Fog
  - Quattro Noza
  - Thirteen
- 2005: Garden State
  - Brother to Brother
  - Napoleon Dynamite
  - Saints and Soldiers
  - The Woodsman
- 2006: Crash
  - Lackawanna Blues
  - Me and You and Everyone We Know
  - Thumbsucker
  - Transamerica
- 2007: Sweet Land
  - Day Night Day Night
  - Man Push Cart
  - The Motel
  - Wristcutters: A Love Story
- 2008: The Lookout
  - 2 Days in Paris
  - Great World of Sound
  - Rocket Science
  - Vanaja
- 2009: Synecdoche, New York
  - Afterschool
  - Medicine for Melancholy
  - Sleep Dealer
  - Sangre De Mi Sangre